# Erebia effusa
Erebia effusa är en fjärilsart som beskrevs av Turati 1914. Erebia effusa ingår i släktet Erebia och familjen praktfjärilar. Inga underarter finns listade i Catalogue of Life.